# 奥替那班
奥替那班（英语：Otenabant；开发代号：CP-945,598）是一种有效且高度选择性的CB1拮抗剂。它是由辉瑞公司开发的，用于治疗肥胖症，但由于在类似药物利莫那班的临床使用过程中出现问题，对该药物的开发已经停止。